# محمد دیباج
محمد دیباج، یکی از فرزندان جعفر صادق و از امامان زیدیه است. وی در ابتدا از فعالیت‌های سیاسی منصرف بود تا آنکه بر اساس واقعه‌ای در سال ۲۰۰ ه.ق، قیامی را در مکه تدارک دید، اما قیامش شکست خورد. او توسط عیسی جلودی به خراسان و نزد مأمون فرستاده شد و تا پایان زندگانی در همانجا بود. وی توسط فرقه سمیطیه نیز به عنوان امام شناخته می‌شود. او با موسی کاظم برادر مادری و پدری است.

## سرگذشت
محمد دیباج، یکی از فرزندان جعفر صادق امام ششم شیعیان امامیه است که فعالیت‌های سیاسی داشته‌است. او قیامی را به سال ۲۰۰ ه.ق ترتیب دارد و رهبری این قیام را عهده دار شد. این قیام در حجاز وقوع پیدا کرد. محمد دیباج پیش از آن، نقیب علویان بود که از جانب مأمون به این منصب رسیده بود. ابوالفرج اصفهانی در علت قیام محمد دیباج گزارش می‌کند که مردی گمنام در عهد ابوالسرایا کتابی نوشت و در آن کتاب از فاطمه زهرا به صورت ناشایستی یاد کرد؛ محمد دیباج که تا پیش از آن منزوی بود و چندان در سیاست ورود نمی‌کرد و حتی با سیاست‌های آل ابی‌طالب نیز همراهی نمی‌نمود، بدون پاسخ به نویسنده کتاب، به خانه خود رفته و زره پوشید و شمشیر برداشت. او مردم را به سوی خود دعوت کرد و قیامی را ترتیب داد. با او در مکه به عنوان امیرالمومنین بیعت شد و او نیز بیعت مردم را با این عنوان پذیرفت. گزارش شده‌است که وقتی در یکی از نبردها، یکی از چشم‌هایش را از دست داد، اعلان خوشحالی کرد و اعلام کرد که امیدوار است مهدی موعود باشد. او معتقد بود که مهدی موعود نیز یکی از چشمانش دچار عارضه شده‌است. قیام محمد دیباج چون در مکه منحصر بود، سریعا و به راحتی توسط حکومت وقت سرکوب شد و محمد دیباج مجبور شد تا خودش را در انظار مردم خلع کند. او در جمعی عمومی اعلام کرد که امر خلافت مربوط به مأمون است و سهمی در آن برای خود نمی‌خواهد و نخواهد بود. پس از آنکه محمد دیباج ادعای خلافت را مطرح کرد، علی بن موسی الرضا او را از این کار منع کرد و به او وعده داد که کارش سر نخواهد گرفت. عیسی جلودی مأمور مقابله با او بود و پس از دستگیری او را به نزد مأمون در خراسان فرستاد، او تا پایان عمر خود در خراسان و دربار مأمون باقی ماند. گزارش شده‌است او در گرگان از دنیا رفت و مأمون بر او نماز خواند و در همانجا دفن شد.
وی از امامان زیدی نیز بوده‌است و مورد توجه زیدیان بود. بر اساس گزارش‌هایی، فرقه سمیطیه نیز او را امام خود می‌پنداشتند. مادرش را حمیده گزارش کرده‌اند و بر این اساس وی برادر موسی پدری و مادری موسی کاظم بوده‌است. او علاوه بر موسی کاظم، صاحب برادری به نام اسحاق معروف به موتمن و خواهری به نام فاطمه بوده‌است.
بنابر گزارش‌هایی منصور، برای سرکوب قیام علویان بر ضد عباسیان، سر محمد دیباج را به نام سر نفس زکیه به خراسان فرستاد و مردم را با وحشت از ادامه قیام منصرف کرد. منظور از این محمد دیباج، محمد بن ابراهیم بن غمر بن حسن مثنی است که از نوادگان حسن مجتبی می‌باشد و در سه کیلومتری جنوب شرقی حله مدفون است. گویا او در این لقب با محمد بن جعفر دیباج شریک بوده‌است.

## مدفن
مقبره‌ای در  در شهرستان دامغان،شهر دیباج محله قلعه واقع شده و این اثر در تاریخ ۳۰ شهریور ۱۳۷۸ با شمارهٔ ثبت ۲۴۲۳ به‌عنوان یکی از آثار ملی ایران به ثبت رسیده است.